# What Do You Think About the Car?
What Do You Think About the Car? é o álbum de estreia do cantor e compositor inglês de indie rock e rock alternativo, Declan McKenna, lançado em 2017.
O álbum é composto por onze canções. Além disso, na track-list incluem faixas dos dois últimos eps de Declan, 'Stains' e 'Liar', sendo as faixas já conhecidas “Brazil”, “The Kids Don’t Wanna Come Home”, “Isombard”, “Bethlehem” e “Paracetamol”, embora as outras canções do álbum já circularam pela internet, como McKenna performando a grande maioria em sua última turnê.
Gravado em Londres e Los Angeles, o cantor trabalhou com vários produtores, sendo eles James Ford, Neil Comber para a faixa 'Paracetamol' e Max Marlow ficou responsável pela faixa 'Brazil'. Todas as canções do álbum foram compostas pelo próprio McKenna.
O primeiro single do álbum foi "Brazil", lançado em um novo videoclipe no dia 13 de abril de 2017, juntamente com a pré-venda do disco. A faixa, que McKenna compôs quando tinha entre 15 e 16 anos, possui uma crítica à FIFA, acusando o órgão dirigente de indicar o país para sediar uma Copa do Mundo, ignorando a pobreza extensa e profunda que afetava a população.

## Lista de Faixas
| Edição Padrão  |                                  |                |         |  |
| N.º            | Título                           | Compositor(es) | Duração |  |
| 1.             | "Humongous"                      | Declan McKenna | 5:21    |  |
| 2.             | "Brazil"                         | Declan McKenna | 4:12    |  |
| 3.             | "The Kids Don't Wanna Come Home" | Declan McKenna | 5:16    |  |
| 4.             | "Mind"                           | Declan McKenna |         |  |
| 5.             | "Make Me Your Queen"             | Declan McKenna |         |  |
| 6.             | "Isombard"                       | Declan McKenna | 3:43    |  |
| 7.             | "I Am Everyone Else"             | Declan McKenna |         |  |
| 8.             | "Bethlehem"                      | Declan McKenna | 3:45    |  |
| 9.             | "Why Do You Feel So Down"        | Declan McKenna |         |  |
| 10.            | "Paracetamol"                    | Declan McKenna | 5:18    |  |
| 11.            | "Listen to Your Friends"         | Declan McKenna |         |  |
| Duração total: | Duração total:                   | Duração total: | 27:36   |  |